# Michael Thomas (Fußballspieler, 1967)
Michael Lauriston Thomas (* 24. August 1967 in Lambeth, London, England) ist ein ehemaliger englischer Fußballspieler. Bekannt wurde er vor allem durch sein entscheidendes Tor zum 2:0 des FC Arsenal beim FC Liverpool in der Saison 1988/89, das seinem Verein in letzter Minute die englische Meisterschaft sicherte. Dieses Spiel wurde später in dem Film Fever Pitch – nach der Romanvorlage von Nick Hornby – detailliert nachgestellt.

## Sportlicher Werdegang
Der im Londoner Stadtbezirk Lambeth geborene Thomas schloss sich 1982 im Schüleralter dem FC Arsenal an und wurde 1984 Profispieler. Von dort wurde der Juniorennationalspieler, der 1985 im englischen U-20-WM-Aufgebot stand, zu Beginn des Jahres 1987 an den FC Portsmouth ausgeliehen, kam dort in drei Partien zum Einsatz und kehrte zu den „Gunners“ zurück. Kurz danach debütierte er am 8. Februar 1987 für Arsenal im Ligapokal-Halbfinalhinspiel gegen Tottenham Hotspur, das er mit 0:1 verlor. Die Mannschaft gewann nach einem erfolgreichen Rückspiel anschließend noch den Pokal.
In der Folgezeit wurde Thomas immer mehr zum Stammspieler und kam zumeist als rechter Außenverteidiger während der Saison 1987/88 auf 37 Spiele. Als Lee Dixon verpflichtet wurde, wechselte Thomas in der anschließenden Spielzeit 1988/89 ins Mittelfeld und kam zudem für die englische Nationalmannschaft gegen Saudi-Arabien zu seinem ersten von zwei Länderspielen.
Am 26. Mai 1989 erlebte Thomas den Höhepunkt seiner Karriere. Das Meisterschaftsspiel zwischen dem FC Liverpool und dem FC Arsenal war aufgrund der Hillsborough-Katastrophe ans Ende der Saison verschoben worden. Liverpool hatte kurze Zeit zuvor den FA Cup gewonnen und in diesem letzten Ligaspiel die Chance, das zweite Double in seiner Vereinsgeschichte zu gewinnen. Arsenal lag als Zweitplatzierter mit 73 Punkten und 71:36 Toren drei Punkte und zwei Tore hinter Liverpool mit 76 Punkten und 65:26 Toren und benötigte deswegen – aufgrund der zusätzlichen Regel, dass bei gleichzeitiger Punkte- und Tordifferenzgleichheit die mehr erzielten Tore entschieden – einen Sieg mit zwei Treffern Differenz. Dieses Unterfangen galt als besonders schwierig, da Liverpool zu diesem Zeitpunkt seit nahezu vier Jahren im heimischen Anfield-Stadion nicht mehr mit zwei Toren Unterschied verloren hatte.
Nach einer torlosen ersten Spielhälfte erzielte Alan Smith kurz nach dem Wiederanpfiff nach einem Freistoß von Nigel Winterburn den Führungstreffer für Arsenal. Als die 90 Minuten fast abgelaufen waren, stieß in einem letzten Angriff Thomas dann aus dem Mittelfeld – nach einem Zuspiel von Smith – in die Offensive, spielte den gegnerischen Steve Nicol aus und überwand Liverpools Bruce Grobbelaar mit einem leicht angehobenen Schuss. Damit gewann sein Verein die Partie mit 2:0 und die erste Meisterschaft seit 18 Jahren.
Zwei weitere Spielzeiten folgten für Thomas beim FC Arsenal. Kurz nachdem er in der Saison 1990/91 erneut englischer Meister geworden war, überwarf er sich im Herbst des Jahres mit dem Trainer George Graham und wurde anschließend an den FC Liverpool verkauft. Dort gewann er auf Anhieb im Jahre 1992 den FA Cup und erzielte im Endspiel gegen den FC Sunderland das erste Tor. Dennoch sorgten Verletzungen dafür, dass er sich nicht dauerhaft in der Stammformation seines neuen Klubs durchsetzen konnte und diente zumeist nur als Ersatzspieler für Jamie Redknapp. Später agierte er noch kurzzeitig für den FC Middlesbrough, bevor er 1998 zum portugiesischen Verein Benfica Lissabon wechselte, der zu dieser Zeit von Graeme Souness trainiert wurde. Jedoch war auch diese Phase nicht sehr erfolgreich; nachdem Souness entlassen und durch Jupp Heynckes ersetzten worden war, fand sich Thomas nur noch in der Reservemannschaft wieder. Im Jahr 2000 kehrte er nach England zurück, schloss sich dem FC Wimbledon an und beendete ein Jahr später seine Fußballerkarriere.

## Erfolge
- Englischer Meister (2): 1988/89, 1990/91
- FA Cup: 1992
- Englischer Ligapokalsieger: 1995